# مایکون سوزا دی جسوس
مایکون سوزا دی جسوس (به پرتغالی: Maicon Souza de Jesus) هافبک اهل برزیل است که در شهر Iracemápolis و در تاریخ ۲۸ ژوئیهٔ ۱۹۸۹ به دنیا آمده‌است.
مایکون سوزا دی جسوس در تیم‌های فوتبال União São João سابقهٔ حضور دارد.